# Cártel de Sinaloa
El Cártel de Sinaloa, o también conocido como Cártel del Pacífico,es una organización criminal transnacional mexicana dedicada al narcotráfico con diferentes actividades delictivas y ha sido designado como una «organización terrorista» extranjera por el Departamento de Estado de Estados Unidos. Establecida principalmente en Culiacán, Sinaloa, sus operaciones se encuentran en la mitad de los estados de México y en casi toda la frontera con Estados Unidos; sin embargo, compite en la demanda, comercio y movimiento de droga nacional e internacional con el Cártel de Jalisco Nueva Generación (CJNG), manteniendo una guerra entre las dos organizaciones actualmente. Tras haber librado guerras con otras organizaciones criminales, logró apoderarse de varios territorios que dominaban en el pasado los carteles de Juárez (Ciudad Juárez, Chihuahua) y Tijuana (Ciudad de Tijuana, Baja California). Por otra parte, tiene una capacidad de producción de drogas ilícitas a nivel industrial, por lo cual muchas organizaciones criminales trabajaban para ellos. El mando visible de la organización criminal desde la captura (por tercera ocasión) y extradición a Estados Unidos de Joaquín «El Chapo» Guzmán y la captura de Ismael «El Mayo» Zambada, está en pugna actualmente entre las facciones comandadas por Iván Archivaldo Guzmán Salazar (Los Chapitos) e Ismael Zambada Sicairos (La Mayiza), hijos de «El Chapo» y «El Mayo» respectivamente.  
Pese a la competencia y guerra que ha mantenido con los cárteles rivales, el Cártel de Sinaloa es considerado el más importante de México y una de las organizaciones criminales transnacionales más influyentes en el mundo debido a los contactos internacionales que posee para comercialización de drogas, lavado de dinero, logística, corrupción, compra de armas y narcóticos como metanfetaminas (y más recientemente el fentanilo), las cuales compra precursores provenientes de Asia oriental para producir en cantidades masivas y luego ingresarlas a Estados Unidos igual que la cocaína, la cual compra en Colombia a grupos armados criminales como el Clan del Golfo y las Disidencias de las FARC-EP. Sinaloa tiene un control mayoritario del tráfico por la frontera con Estados Unidos de heroína, cocaína, metanfetaminas y marihuana; de esta última, su tráfico quedó reducido por la legalización, con fines medicinales, en varios estados de la unión americana. En Europa, realiza negocios de venta de drogas y armas utilizando rutas por el África Occidental, apoyado por organizaciones criminales de los dos continentes, con el objetivo de no depender completamente de la demanda de drogas estadounidense. 
Posee el control absoluto de los cultivos de amapola y marihuana en una de las regiones más peligrosas de México, siendo esta además el epicentro del narcotráfico en este país: el Triángulo Dorado, una región que comprende los estados de Sinaloa, Durango y Chihuahua, de difícil acceso por su geografía montañosa que brinda protección a los cultivos ilegales, así como a los traficantes que los cuidan y los procesan en laboratorios clandestinos. A partir de 2021, el Cártel de Sinaloa sigue siendo el cártel de la droga más dominante de México. Después del arresto de Joaquín «El Chapo» Guzmán y la traición de los chapitos que llevaron a la captura de Ismael «El Mayo» Zambada, el cártel ahora está encabezado por los hijos de Guzmán, Jesús Alfredo Guzmán Salazar, e Iván Archivaldo Guzmán Salazar (conocidos como Los Chapitos) y por Ismael Zambada Sicairos (alias El Mayito Flaco), el hijo heredero de El Mayo que se encuentra en libertad. Sin embargo, varias fuentes alegaron que los conflictos internos por el liderazgo del cártel se habían dividido recientemente entre las facciones de la organización Guzmán y Zambada. Dicha rivalidad aumentó a partir de julio de 2024, fecha en que fue detenido El Mayo Zambada en El Paso, Texas junto con la entrega de Joaquín Guzmán López (alias El Güero Moreno), hijo de Joaquín «El Chapo» Guzmán; esto debido a que el hijo del Chapo secuestró al Mayo para subirlo a una avioneta y llevarlo contra su voluntad hacia Estados Unidos. Esto provocó una guerra interna iniciada el 9 de septiembre de 2024 entre las principales facciones del cártel (Los Chapitos y La Mayiza) por el control de la organización.

## Historia
Pedro Avilés Pérez fue un pionero de la droga en el estado de Sinaloa a comienzos de los años 1960. luego de la muerte de Avilés, Sinaloa quedaría bajo la presencia de distintas bandas y entre ellas nacería el Cártel de Guadalajara o Cártel de Jalisco y luego de la captura de Miguel Ángel Félix Gallardo 'El Jefe de Jefes' o 'El Padrino', Rafael Caro Quintero 'El príncipe' y Ernesto Fonseca Carrillo 'Don Neto', quienes eran los líderes de dicha organización, el Cártel se dividió en 3 facciones: Cártel de Tijuana liderado por 'Los hermanos Arellano Félix', el Cártel de Juárez liderado por los sobrinos de Ernesto Fonseca Carrillo, (Amado Carrillo Fuentes y Vicente Carrillo Fuentes) y finalmente el Cártel de Sinaloa liderado por  Ismael 'El Mayo' Zambada. Pedro Avilés Pérez es considerado como la primera generación de los principales traficantes de drogas mexicanos de marihuana, que marcó el nacimiento del tráfico de drogas a gran escala en México. También fue pionero en el uso de aeronaves para el contrabando de drogas a los Estados Unidos.

### Década de los 80
La segunda generación de mafiosos de Sinaloa: Ernesto Fonseca Carrillo, Rafael Caro Quintero y Miguel Ángel Félix Gallardo fueron los narcotraficantes líderes del Cártel de Guadalajara, pero en 1985 marco un antes y un después para el mundo del narcotráfico con el asesinato del agente de la DEA Enrique Camarena.  Miguel Ángel Félix Gallardo, se mantuvo libre y se asocio con Ismael Zambada García en el tráfico de Cocaína hasta que Miguel fue arrestado en 1989. Mientras estaba encarcelado, siguió siendo uno de los principales traficantes de México, manteniendo la organización a través de un teléfono móvil hasta que fue trasladado a una prisión de máxima seguridad en la década de 1990. En ese momento, su antigua organización y territorio en Guadalajara, Jalisco, fue conquistado por Ismael Zambada García, Amado Carrillo Fuentes y delegado a Ignacio Coronel Villarreal.

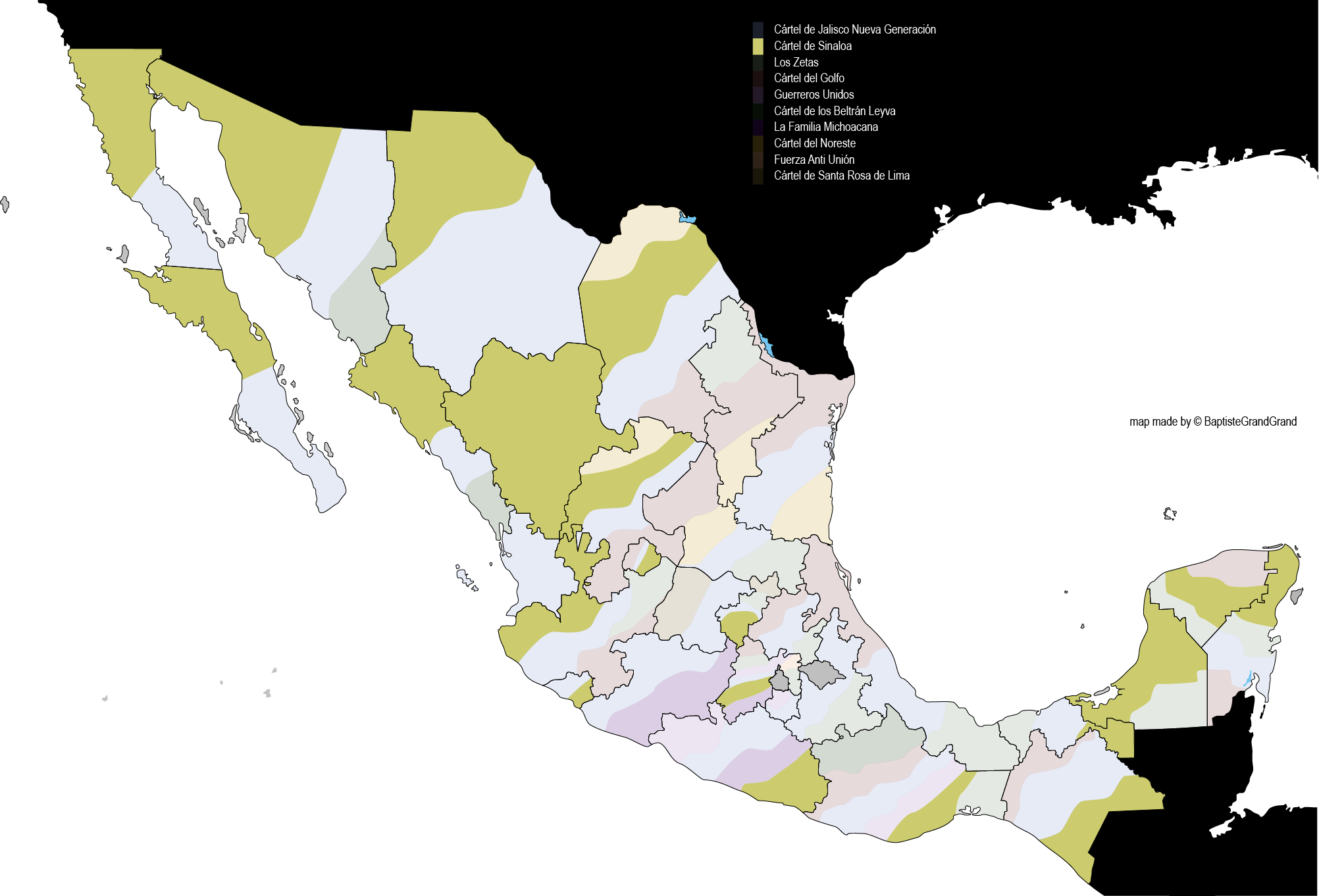
Presencia en México

### Década de los 90
A principios de los años 1990, el Cártel de Sinaloa estableció una alianza con el Cartel de Juárez para contrarrestar la guerra iniciada por sus rivales, el Cártel de Tijuana. Guzmán fue capturado en Guatemala el 9 de junio de 1993, entregado por su jefe Amado Carrillo Fuentes y extraditado a México, donde fue encarcelado en una prisión de máxima seguridad. Durante ese lapso, el líder del cartel Ismael Zambada García resistió los atentados ocasionados por la el Cártel de Tijuana.

## SigloXXI

Jerarquía del Cártel de Sinaloa a inicios de 2010 (en amarillo).

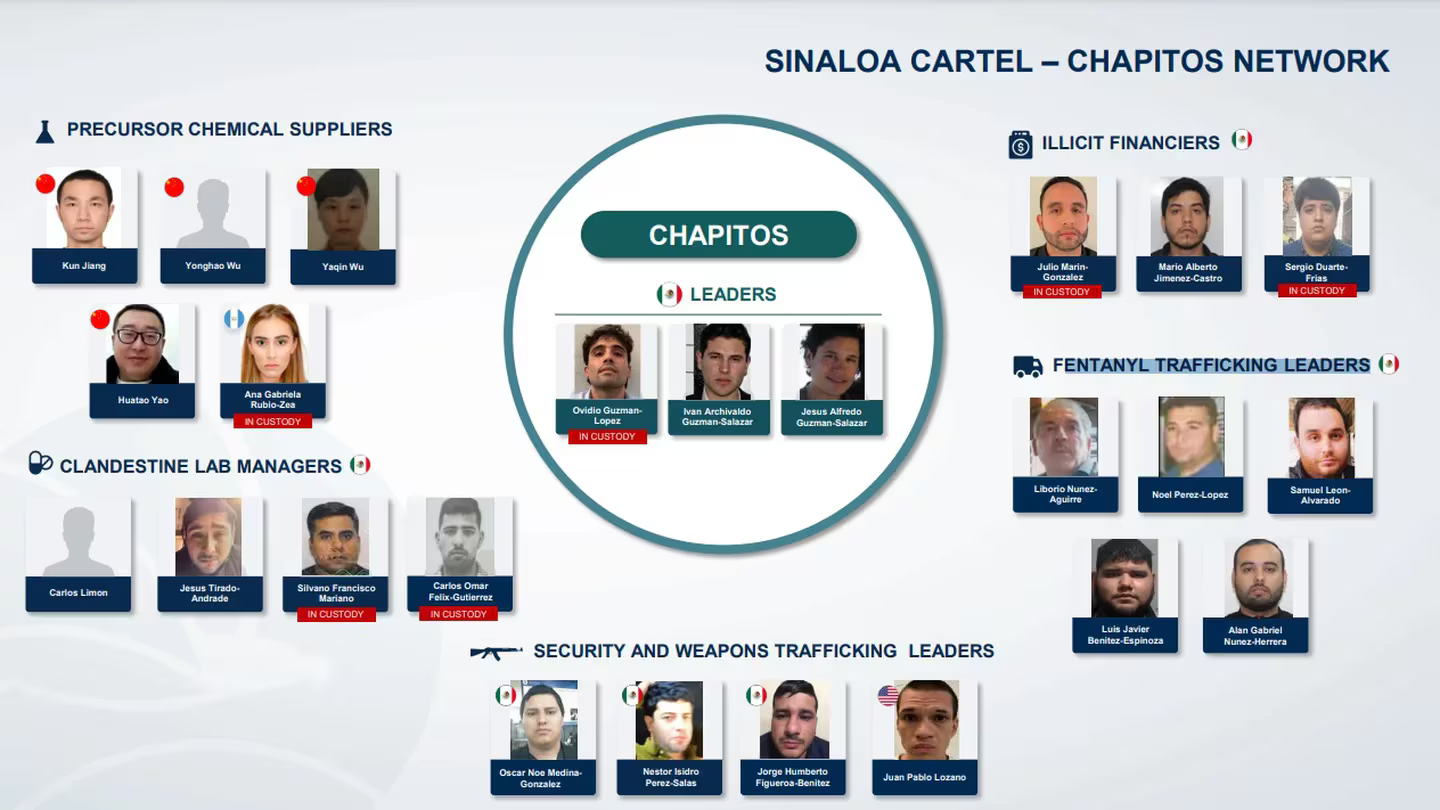

A partir del año 2001, el cártel incremento su influencia en el escenario criminal de México con la complicidad del Narcosistema Mexicano. Durante estos años Vicente Zambada («el Vicentillo»), hijo de Ismael Zambada García («el Mayo») jugó un papel clave en el Cártel de Sinaloa al coordinar los envíos de varias toneladas de cocaína desde países de Centro y Sudamérica a través de México, y con destino a Estados Unidos. Fue detenido por el Ejército Mexicano el 18 de marzo de 2009 y extraditado el 18 de febrero de 2010 a Chicago para enfrentar cargos federales.
En 2008, el Cártel de los Beltrán Leyva, que estaba alineado anteriormente con el Cártel de Sinaloa, se escindió de este último y estalló una guerra debido a la captura de Alfredo Beltrán Leyva, traicionado por Joaquín Guzmán y el Mayo Zambada para perjudicar a los hermanos Beltrán Leyva.
A finales de 2021 las autoridades de Estados Unidos informaron que el Cártel de Sinaloa, era uno de los responsables del trasiego de fentanilo en Estados Unidos. Dicha droga sintética, es fabricada en México pero sus precursores provienen en su mayoría de China e India y entra a Estados Unidos por vía terrestre desde la frontera sur para ser comercializada en las principales ciudades estadounidenses. 
A partir del año 2024, el cartel se encuentra en una guerra interna por el liderazgo de los territorios, entre la facción de los Chapitos liderada por Iván Archivaldo Guzmán Salazar y la Mayiza, liderado por Ismael Zambada Sicairos. También existe una tercera facción más pequeña conocida como los Guanos. 

### Alianzas
Desde febrero de 2010, los principales cárteles mexicanos se habían alineado en dos bandos, uno integrado por el Cartel de Juárez, Cartel de Tijuana y los Beltrán Leyva; el otro, integrado por el Cártel del Golfo, Cartel de Sinaloa, La Familia Michoacana, y Los Caballeros Templarios, terminando las tres alianzas con el dominio, casi total, del Cartel de Sinaloa en los territorios de influencia de sus antiguos enemigos y aliados.
A nivel internacional, el cartel tiene una alianza con la Mafia Mexicana en Estados Unidos. En Colombia, principal productor de cocaína en el mundo, tiene alianzas para comprarle el producto al Clan del Golfo, disidencias del EPL y de las FARC y a algunas facciones del Cártel del Norte del Valle; en Venezuela, negocian cocaína colombiana con el Cartel de los Soles, aunque desde 2017 intentan incursionar directamente en Colombia para producir el alcaloide sin necesidad de intermediarios. También tiene contactos en Asia con la Yakuza japonesa para la compra de metanfetaminas al mercado estadounidense. A nivel local mexicano existe una alianza internacional muy poco conocida con un miembro de la Cosa Nostra, Patrizio Lucchese "El Padrino", exmiembro de la Familia Lucchese. Desde 2011 y durante 3 años blanqueaba dinero del cartel desde el estado de Nuevo León. En 2014, el paradero de Lucchese registra como última ubicación un pueblo de Nuevo León conocido como Villa de Santiago.[cita requerida]
En 2018, pese al debilitamiento sufrido con la captura y extradición de su líder Joaquín «el Chapo» Guzmán el Cartel de Sinaloa, en cabeza de Ismael «Mayo» Zambada, pactó una alianza con Carlos Enrique Sánchez, alias «el Cholo», antiguo hombre de confianza de Nemesio «Mencho» Oseguera, líder del Cartel Jalisco Nueva Generación (CJNG) y rival del Cartel de Sinaloa por el control del narcotráfico en México. «El Cholo» conspiró desde el año anterior contra «el Mencho» por el control del CJNG, acudiendo a su rival de Sinaloa para que le provean fondos y sicarios en esta guerra que, de ganarla «el Cholo», gestaría una posible alianza entre los dos cárteles más poderosos de México. Durante la disputa en su contra, el CJNG se atribuyó el asesinato de 15 personas cuyos cadáveres fueron abandonados a las afueras de Fresnillo, publicando posteriormente un video donde se muestra como los interrogaban, antes de asesinarlos. Los cadáveres estaban envueltos en cobijas y sujetados en diversas partes de los cuerpos con cinta industrial. También se informó que en la localidad de Río Frío, municipio de Calera se hallaron dos cuerpos cubiertos de la misma manera.

### Los Ántrax
Este grupo fue fundado y comandado por José Rodrigo Aréchiga Gamboa, El Chino Ántrax, uno de los fundadores del brazo armado del CDS "Los Ántrax", convirtiéndose en importante operador del cártel desde la captura de Vicente Zambada Niebla alias "El Vicentillo". Además del "Chino Ántrax, otros comandantes relevantes fueron Jesús Peña alías "El 20" y René Velázquez Valenzuela alias "El Comandante Phoenix".
Se dice que fue creado para proteger a los hijos del «Mayo» Zambada, y que sus integrantes viven en el estado de Sinaloa, principalmente en Culiacán y Los Mochis. Lo que distingue a sus miembros es un anillo de calavera sobre brillantes, el cual implica liderazgo, muerte y poder.

## Liderazgo
El Cártel de Sinaloa solía ser conocido como "la federación". El máximo líder desde su fundación ha sido Ismael Zambada García, asociándose con varios capos a lo largo de los años. A principios del 2000, los otros líderes asociados al Ismael eran Juan José Esparragoza Moreno, Vicente Carrillo Fuentes, Arturo Beltrán Leyva e Ignacio Coronel Villareal. 
Joaquín Guzmán y el Mayo Zambada se convirtieron en los principales capos de la droga de México en el año 2003, después del arresto de su rival Osiel Cárdenas Guillén del Cártel del Golfo. Otro colaborador cercano: Javier Torres Félix, fue arrestado y extraditado a Estados Unidos en diciembre de 2006. El 29 de julio de 2010, Ignacio Coronel fue asesinado en un tiroteo con militares mexicanos en Zapopan, Jalisco. Hasta ese momento, Zambada y Esparragoza habían evadido exitosamente las operaciones en su contra para capturarlos, pero los familiares de Esparragoza manifiestan que este falleció en 2014 de un infarto.
Guzmán fue capturado el 22 de febrero de 2014, durante la noche por las autoridades estadounidenses y mexicanas. El 11 de julio de 2015, se fugó del Centro Federal de Readaptación Social n.º 1 prisión de máxima seguridad en el Estado de México, a través de un túnel en su celda. Guzmán retomó su mando del Cartel de Sinaloa, pero el 8 de enero de 2016, Guzmán fue capturado nuevamente durante en una redada en una casa en la ciudad de Los Mochis, en el estado natal de Guzmán, Sinaloa. Con el arresto de Joaquín Guzmán Loera, lo más probable es que Ismael Zambada asuma el liderazgo del Cártel.
El 24 de junio de 2020, se reveló que Zambada estaba "delicado de salud", lo que dio a los hijos de El Chapo más influencia sobre el Cártel de Sinaloa. Esto también puso fin a un intento de reclutar a los ex capos de la droga mexicanos de alto rango Rafael y Miguel Caro Quintero como miembros del Cártel de Sinaloa debido a la negativa de los hijos de El Chapo a otorgarles el estatus de liderazgo. Bajo el liderazgo de Zambada, el Cártel de Sinaloa había estado dispuesto a negociar un liderazgo potencial para los hermanos Quintero, sin embargo, estos no aceptaron y fundaron su propia organización conocida como el Cártel de Caborca. En la actualidad el grupo tiene una disputa con la célula delictiva de Los Salazar, identificada como brazo armado del Cártel de Sinaloa, combatiendo las rutas de tráfico de fentanilo y metanfetamina hacia los Estados Unidos. El grupo se alió con el Cártel de Juárez para disputar  las zonas de Sonora y Chihuahua, habiendo reagrupado sus fuerzas y decidiendo disputar el territorio de su antiguo socio Joaquín Guzmán Loera.

## Operaciones
El Cartel de Sinaloa tiene presencia en al menos 17 estados mexicanos, con centros importantes en la Ciudad de México, Tepic, Nayarit, Toluca y Cuautitlán, Estado de México y gran parte del estado de Sinaloa. El cártel está principalmente involucrado en el tráfico y la distribución de cocaína procedente de Colombia, metanfetaminas del Sureste Asiático, y marihuana y heroína procedente del Triángulo Dorado (Sinaloa, Durango y Chihuahua), para su ingreso ilegal a Estados Unidos. Se cree que un grupo conocido como la Organización Herrera transporta múltiples toneladas de cocaína desde Sudamérica a Guatemala y Honduras en nombre del Cartel de Sinaloa. La droga se introduce a México por contrabando hacia el norte del país y, de ahí, hacia Estados Unidos. Otros envíos de cocaína se cree que provienen de Colombia desde Bogotá, Medellín y Cali, donde es enviada por organizaciones locales que trabajan para el Cártel de Sinaloa, el cual se encarga de transportar la droga por la frontera con Estados Unidos hacia las células de distribución en Arizona, California, Texas, Chicago y Nueva York. Para el contrabando de drogas utilizan todos los medios disponibles: Aviones de carga Boeing 747, submarinos, buques contenedores, lanchas rápidas, buques de pesca, autobuses, vagones de ferrocarril, remolques de tractor, automóviles e inclusive, túneles que construyen debajo de la superficie fronteriza y que también son utilizados por inmigrantes para cruzar ilegalmente a Estados Unidos.
Sobre la base de informes sobre incautaciones, el Cártel de Sinaloa parece ser el más activo contrabandista de cocaína. Ha demostrado su capacidad para establecer centros de operaciones en regiones fuera del país como Centroamérica y Sudamérica. También demuestra ser el más activo en la diversificación de sus mercados de exportación para no confiar únicamente en los consumidores de Estados Unidos; incluso, ha hecho un esfuerzo para suministrar el alcaloide a los distribuidores de América Latina y Europa.
En cuanto a la violencia, el cártel a menudo incluye decapitaciones o cuerpos disueltos en barriles de ácido como forma de intimidar a sus enemigos. Según información recopilada por las autoridades de Colombia luego del arresto de varios ciudadanos de nacionalidad mexicana en este país, debido al constante incumplimiento de los grupos ilegales colombianos con la cocaína requerida por el Cártel de Sinaloa para abastecer sus mercados, producto de los operativos que realizan las autoridades del país contra estos terminando con toneladas de droga incautada, la organización mexicana ha empezado a adquirir en Colombia plantaciones de hoja de coca para procesar la cocaína ellos mismos, enviando personal desde México para el trabajo de transporte y envío. También financia a Grupos Armados Organizados (GAO´S) como el Frente Oliver Sinisterra, grupo disidente de la FARC comandado por alias «Guacho» (abatido por las autoridades colombianas en 2018), los cuales se encargan de abastecer la droga en embarcaciones que salen de la costa del Pacífico colombiano hacia Centroamérica.

## Golpes y detenciones

### Detenciones del Chapo
El Chapo Guzmán contaba con casas unidas por túneles subterráneos para sus planes de huida, esos túneles conectaban con el sistema de agua de Sinaloa; ahí se realizó un operativo para capturarlo pero ya que poseía esos túneles fue imposible su captura y el día 13 de febrero, fuerzas de seguridad mexicana iniciaron un fuerte e interrumpido operativo en Culiacán, capital de Sinaloa, el cual tenía como objetivo la captura de «el Chapo» y de su socio Ismael «Mayo» Zambada, uno de los principales líderes del cártel de Sinaloa. Fruto del operativo, fue detenido Jesús Peña González, uno de los jefes de seguridad de «Mayo» Zambada.
El capo del Cártel de Sinaloa, Joaquín «el Chapo» Guzmán, fue detenido durante la mañana del 22 de febrero de 2014, en un edificio de condominios de Mazatlán, en México, por autoridades mexicanas.
El 11 de julio de 2015, «el Chapo» Guzmán se fugó del penal de máxima seguridad de El Altiplano, ubicado en Almoloya. La Comisión Nacional de Seguridad (CNS) confirmó, que por segunda ocasión, el líder del Cártel de Sinaloa logró evadirse de una prisión federal.
El 8 de enero de 2016 el presidente Enrique Peña Nieto anuncia vía Twitter la recaptura de Guzmán Loera, por elementos de la Policía Federal tras escapar de un operativo de fuerzas especiales de la Secretaría de Marina en la ciudad de Los Mochis, Sinaloa.
El Chapo Guzmán, estuvo en varias prisiones en México antes de ser extraditado a Estados Unidos, el 19 de enero de 2017. Ahí espero la llegada de su juicio que inició el 5 de noviembre de 2018 en la ciudad de Nueva York. La detención de Guzmán Loera ha provocado una serie de disputas internas dentro del cártel, teniendo lugar hechos violentos entre estas células en estados como Baja California y Sonora.

### Detención de El Mayo y Joaquín Guzmán López
El 25 de julio de 2024, el Departamento de Justicia de Estados Unidos informaría oficialmente la detención de Ismael “El Mayo” Zambada y Joaquín Guzmán López en El Paso, Texas. Tras esto el gobierno mexicano afirmaría que no participó en la detención de "El Mayo".
El 9 de agosto, el embajador de EE. UU. en México, Ken Salazar, informaría que Ismael Zambada fue llevado contra su voluntad a ese país, mientras que Guzmán López se habría entregado de manera voluntaria, esto aumentaría las especulaciones sobre si se trató de una especie de "traición".
Finalmente el 10 de ese mismo mes Ismael Zambada afirmaría en una carta hecha pública por su abogado, Frank Pérez, que fue "emboscado" y "secuestrado" por Guzmán López y entregado a las autoridades de EE. UU. Según la declaración, Ismael fue invitado a una reunión para negociar y resolver las diferencias entre los líderes políticos de Sinaloa, Rubén Rocha Moya, gobernador de Sinaloa, y Héctor Melesio Cuén Ojeda, líder del Partido Sinaloense. Sin embargo al llegar fue agredido, atado, esposado y llevado en una camioneta, donde fue conducido hasta una pista de aterrizaje donde lo obligaron a subir a un avión hacia Santa Teresa, Nuevo México, ahí fue detenido por autoridades estadounidenses, junto con Guzmán López.

### Otras detenciones
El 11 de mayo de 2008, Alfonso Gutiérrez Loera, primo de Joaquín «el Chapo» Guzmán y 5 traficantes de drogas fueron detenidos tras un tiroteo con la Policía Federal en Culiacán, Sinaloa. Junto con los sospechosos capturados, 16 fusiles de asalto, 3 granadas, 102 cargadores y 3543 rondas de municiones fueron confiscadas.
El 25 de febrero de 2009, el gobierno de Estados Unidos anunció el arresto de 750 miembros del Cártel de Sinaloa en distintos puntos del país. También anunciaron la incautación de más de $59 millones en efectivo, armas y numerosos vehículos, aviones y embarcaciones.
En marzo de 2009, el gobierno mexicano anunció el despliegue de 1000 oficiales de la Agencia Federal de Investigación y 5000 soldados del Ejército Mexicano para restablecer el orden en Ciudad Juárez, Chihuahua, estado que ha sufrido el mayor número de víctimas en el país.
El 20 de agosto de 2009, la DEA desarticuló una operación de droga en Chicago, en la que se vieron involucrados varios miembros importantes del cártel. Esta operación anuló una red de distribución principal, operada por los hermanos Margarito y Pedro Flores, ya que, supuestamente, introducían de 1,5 a 2 toneladas de cocaína por mes a Chicago y millones de dólares eran enviados al sur de la frontera.
El 1 de noviembre de 2012, la Secretaría de la Defensa Nacional (Sedena) informó la detención de Jesús Alfredo Salazar Ramírez, alias “El Muñeco” o “El Pelos”, a quien identificó como presunto lugarteniente del Cártel de Sinaloa en el estado de Sonora. De acuerdo a la Sedena, “El Muñeco” se desempeñaba como uno de los operadores de Joaquín «el Chapo» Guzmán y era señalado como responsable de la muerte del activista Nepomuceno Moreno. En diciembre de 2023, Salazar Ramírez fue extraditado a Estados Unidos.
Según cifras de la Procuraduría General de la República (PGR), de 2007 a 2011 fueron detenidas 596 personas del Cártel del Pacífico. Los escoltas del presunto criminal fueron detenidos por autoridades federales, quienes aseguraron 40 kilogramos de cristal, 30 gramos de cocaína, cuatro armas cortas, cuatro armas largas, cuatro aditamentos lanzagranadas, cinco granadas, 14 cargadores para diferentes armas, 1441 cartuchos de diversos calibres, 9485 dólares americanos y 31 550 pesos, entre otros artículos.[cita requerida]
José Rodrigo Aréchiga Gamboa (nacido el 15 de junio de 1980), comúnmente conocido por su alias El Chino Ántrax, era un sicario mexicano y alto dirigente del Cártel de Sinaloa. Él fue uno de los líderes y el fundador de Los Ántrax, un escuadrón armado que protegía a Ismael «el Mayo» Zambada García, líder máximo del cártel. Fue arrestado el 30 de diciembre de 2013 en el aeropuerto de Ámsterdam-Schiphol en los Países Bajos, a petición de los Estados Unidos, que en contacto con la Interpol lo detuvieron por cargos relacionados con el tráfico de drogas. Fue extraditado a Estados Unidos de donde se fugó de una casa en California y fue encontrado asesinado en unos de los caminos en Culiacán el 16 de mayo de 2020.
En junio de 2014, se presumió la muerte de Juan José Esparragoza Moreno, alias el Azul, de un infarto cuando convalecía de un accidente. La información trascendió de fuentes policíacas extraoficiales y fue confirmada por personas cercanas a la familia del narcotraficante. Los informes recibidos establecen que el Azul tuvo un accidente 15 días atrás y que salió lesionado de la columna vertebral. Unas fuentes aseguran que falleció en Ciudad de México y otras que en Guadalajara, Jalisco. Se señala que Esparragoza Moreno quiso levantarse de su cama y que fue, en ese momento, que sufrió un infarto. La información del deceso se ha mantenido en completo hermetismo por familiares y amigos, pero trascendió que los restos del capo de Badiraguato fueron cremados y que sus cenizas fueron trasladadas a Culiacán. «El Azul», originario de Huixiopa, Badiraguato, tenía 65 años cumplidos —pues nació el 3 de febrero de 1949— y se mantuvo durante más de 40 años en el mundo del hampa, ocupando desde hace lustros un papel preponderante en los destinos del Cártel de Sinaloa.
El 17 de octubre de 2019 tras el arresto de Ovidio Guzmán se desató una serie de enfrentamientos en la ciudad de Culiacán dejando un saldo de más de ocho muertos, el repliegue de las fuerzas federales, y la liberación de Ovidio Guzmán.

El 26 de octubre de 2020 fue efectuado la "Operación Blue", donde se realizaron cuatro cateos simultáneos en los estados de Durango, Estado de México, y Ciudad de México desarticulando a toda una estructura criminal al servicio del Cártel de Sinaloa. En los laboratorios y bodegas de los domicilios encontrados en Valle de Chalco, se aseguraron volúmenes considerables de precursores químicos, dispositivos para el almacenamiento de manera segura, una báscula, celulares, equipos de cómputo y en las muestras de las diferentes sustancias químicas se determinó que se encontraron sustancias suficientes para poder producir metanfetamina y fentanilo. También se descubrió que el cártel traficó droga en tiburones congelados rellenos de cocaína desde Costa Rica hasta el puerto de Progreso, en Yucatán, para trasladarlos a Jalisco, por muchos años con el Corporativo Pesquero Velásquez comandado Martín Velásquez Cuevas, según reveló El Universal.
El 4 de junio de 2022, miembros del Cuerpo Nacional de Policía desarticularon una célula del Cártel de Sinaloa en Madrid, en el operativo policial participaron más de 200 agentes y tuvo como resultados la detención de 24 personas, siendo una de las operaciones más grandes realizadas en los últimos años. Las autoridades decomisaron mil kilos de marihuana y 37 de cocaína, tres subfusiles y varias pistolas, así como varios bienes de lujo como joyas y coches con un valor estimado en seis millones de euros, 105,116 euros en efectivo y se bloquearon 20 cuentas bancarias (algunas de ellas en el extranjero), así como fueron desmantelados dos laboratorios para el procesamiento y distribución de la mercancía.
El 5 de enero de 2023, el Ejército Mexicano y la Guardia Nacional de México detuvieron por segunda ocasión a Ovidio Guzmán López, hijo de Joaquín «El Chapo» Guzmán en la localidad de Jesús María,  en Culiacán, Sinaloa. Cómo respuesta a su captura, células criminales de la facción Los Chapitos comandada por su hermano mayor Iván Archivaldo iniciaron una serie de narcobloqueos en diversas partes de Culiacán y en gran parte del estado de Sinaloa lo que dejó como resultado 29 fallecidos, 35 heridos y 21 detenidos entre militares y sicarios. A diferencia de su primera detención (ocurrida en 2019), en esta ocasión si se logró el traslado de Ovidio Guzmán a la Ciudad de México donde fue puesto a disposición del Ministerio Público. Posteriormente fue trasladado al penal de El Altiplano, mismo del cual su padre se fugó en 2015. El 15 de septiembre de 2023, ocho meses después de su recaptura y tras una larga batalla legal, Ovidio Guzmán López fue finalmente extraditado hacia Estados Unidos para comparecer ante las autoridades de ese país por lavado de dinero y presunta participación en el tráfico de drogas.